# Nhà thờ chính tòa Burgos

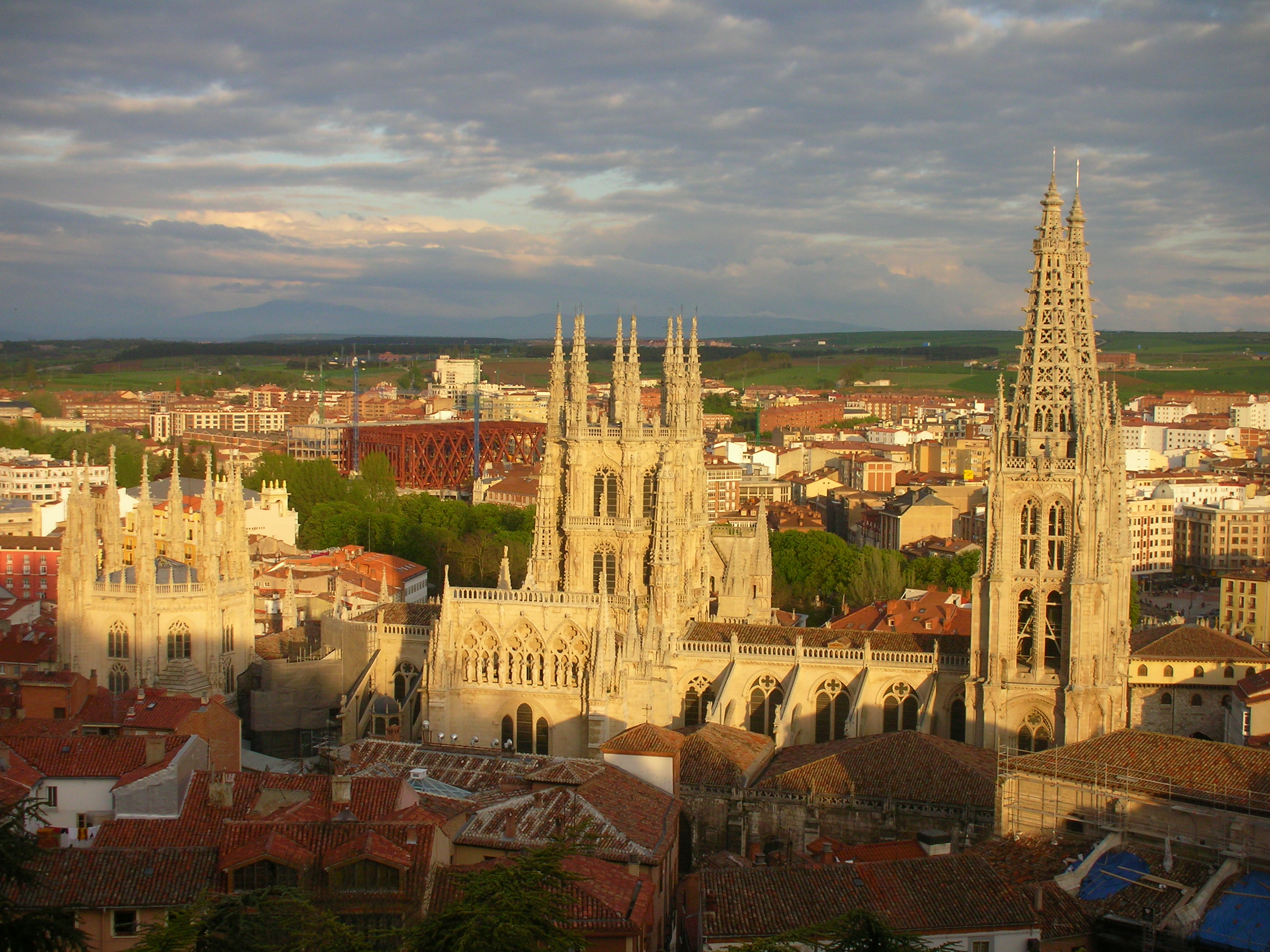
Cảnh nhìn từ phía bắc, từ trái sang phải: Nhà thờ con Condastable, tháp bát giác và 2 chóp Flamboyant phía tây

Nhà thờ chính tòa Burgos (tiếng Tây Ban Nha: Catedral de Burgos) là một nhà thờ Công giáo ở Burgos, Tây Ban Nha. Đây là nhà thờ chính tòa của Tổng giáo phận Burgos, được cung hiến cho Đức Trinh Nữ Maria và nổi tiếng vì kích thước to lớn và kiến trúc độc đáo. Nhà thờ được bắt đầu xây dựng từ năm 1221 và được sử dụng làm nhà thờ 9 năm sau đó nhưng công việc xây dựng vẫn tiếp tục cho đến năm 1567. Nhà thờ chủ yếu xây theo kiến trúc Gothic kiểu Pháp, mặc dù các sửa chữa và nâng cấp Phục Hưng được thêm vào thế kỷ 15 và 16. Nhà thờ được công nhận là di sản thế giới bởi UNESCO vào ngày 31 tháng 10 năm 1984.

## Hình ảnh

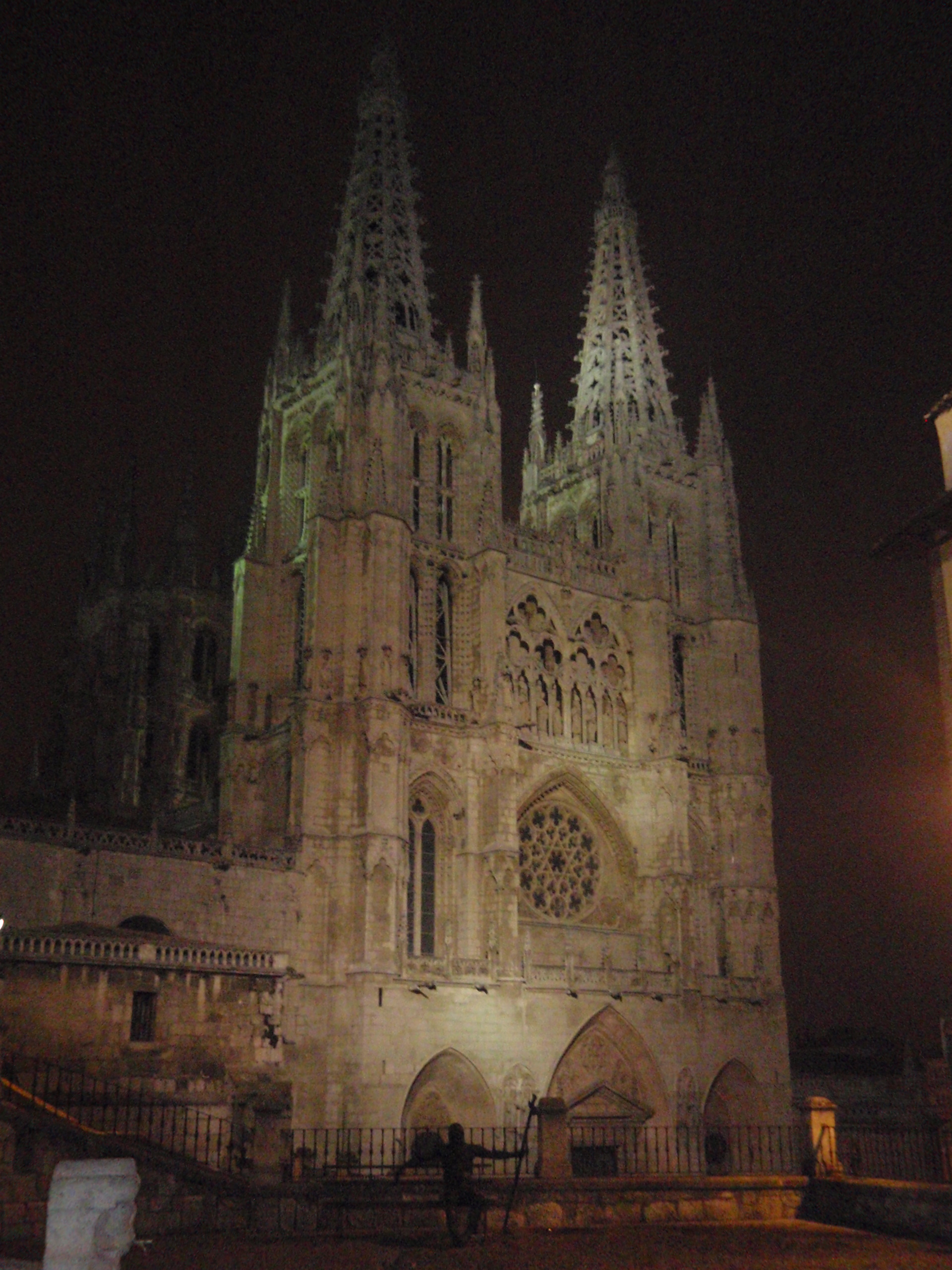
Nhà thờ vào buổi tối
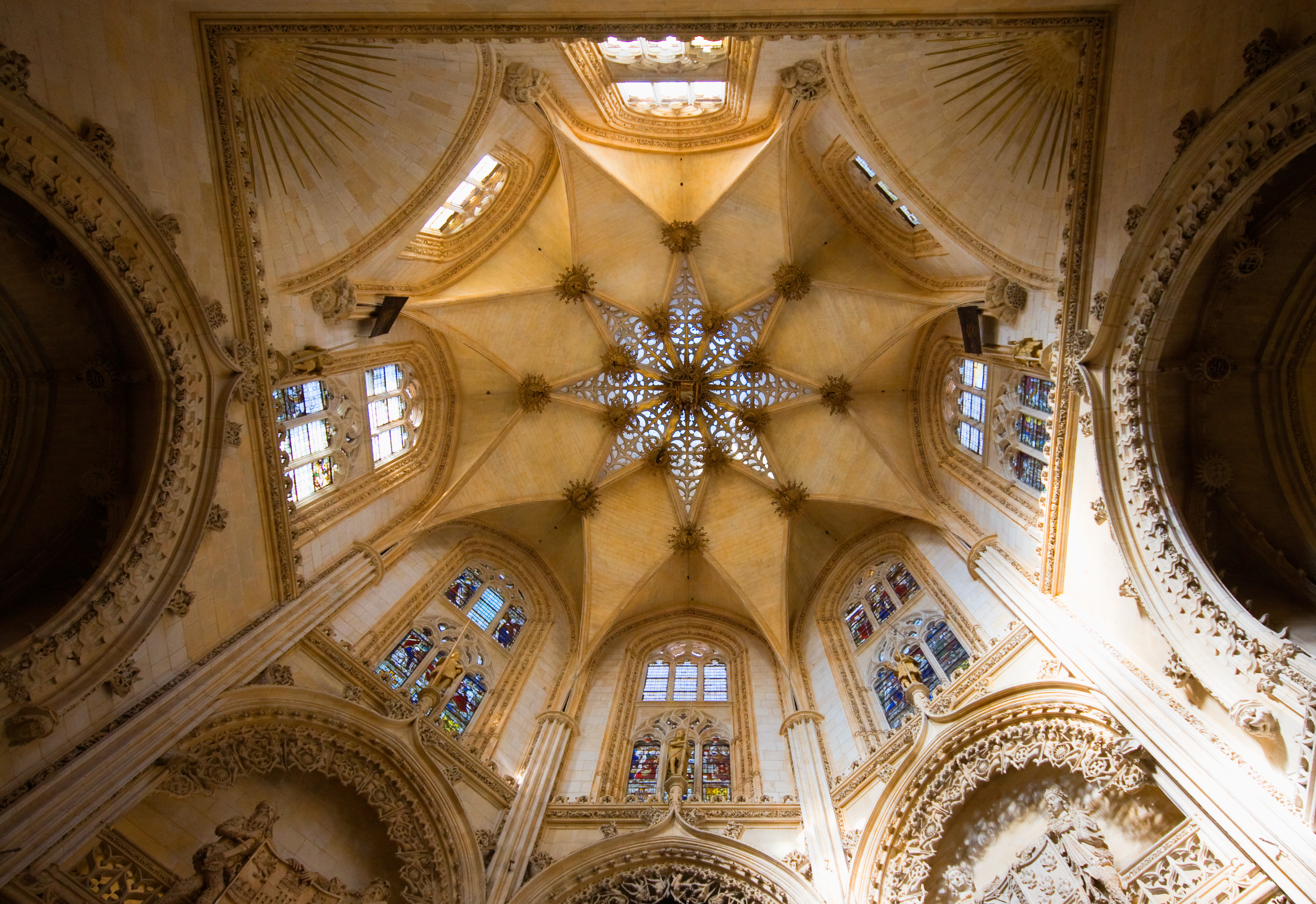
Bên trong nhà thờ con Condestable
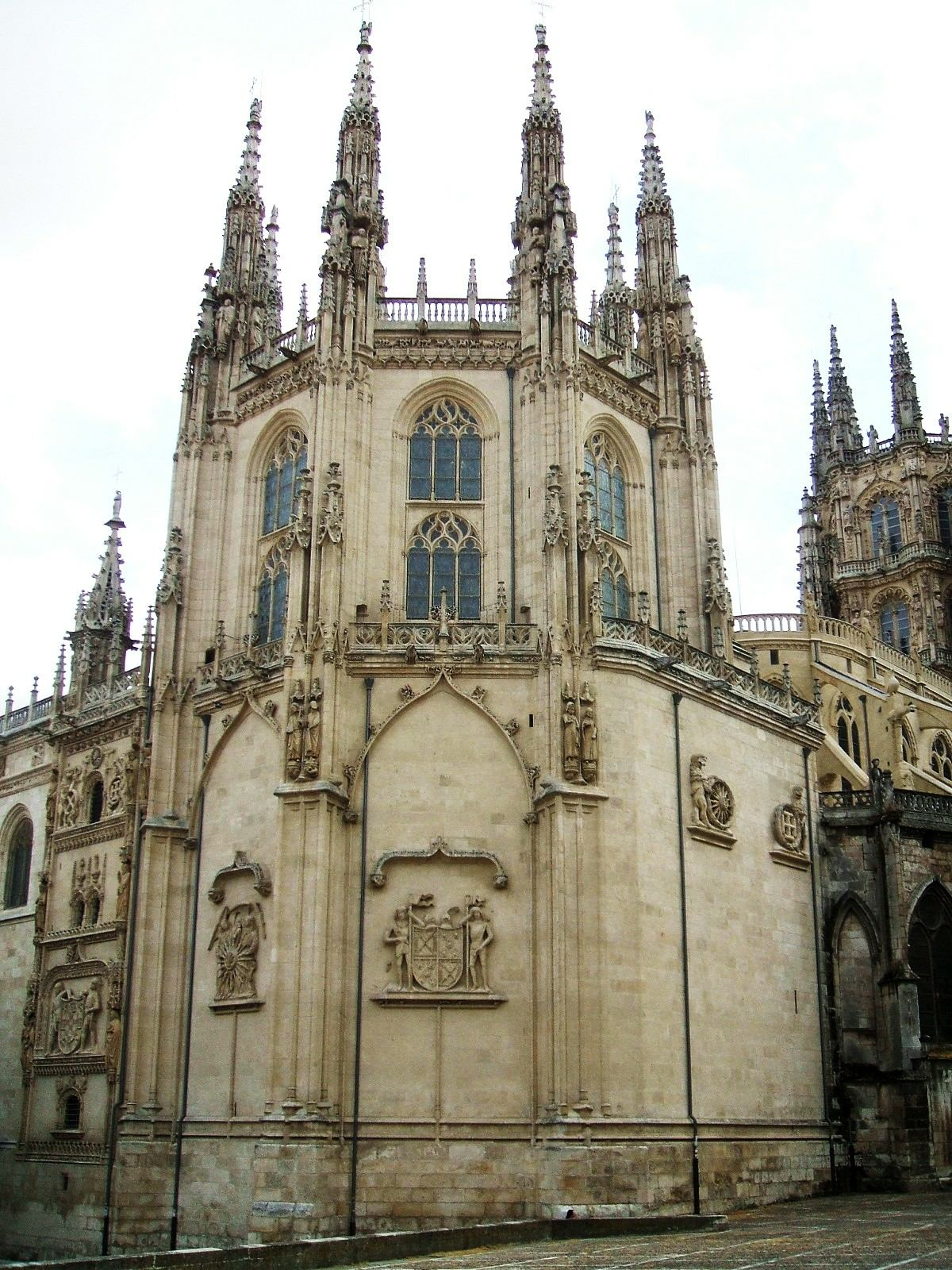
Bên ngoài nhà thờ con Condestable
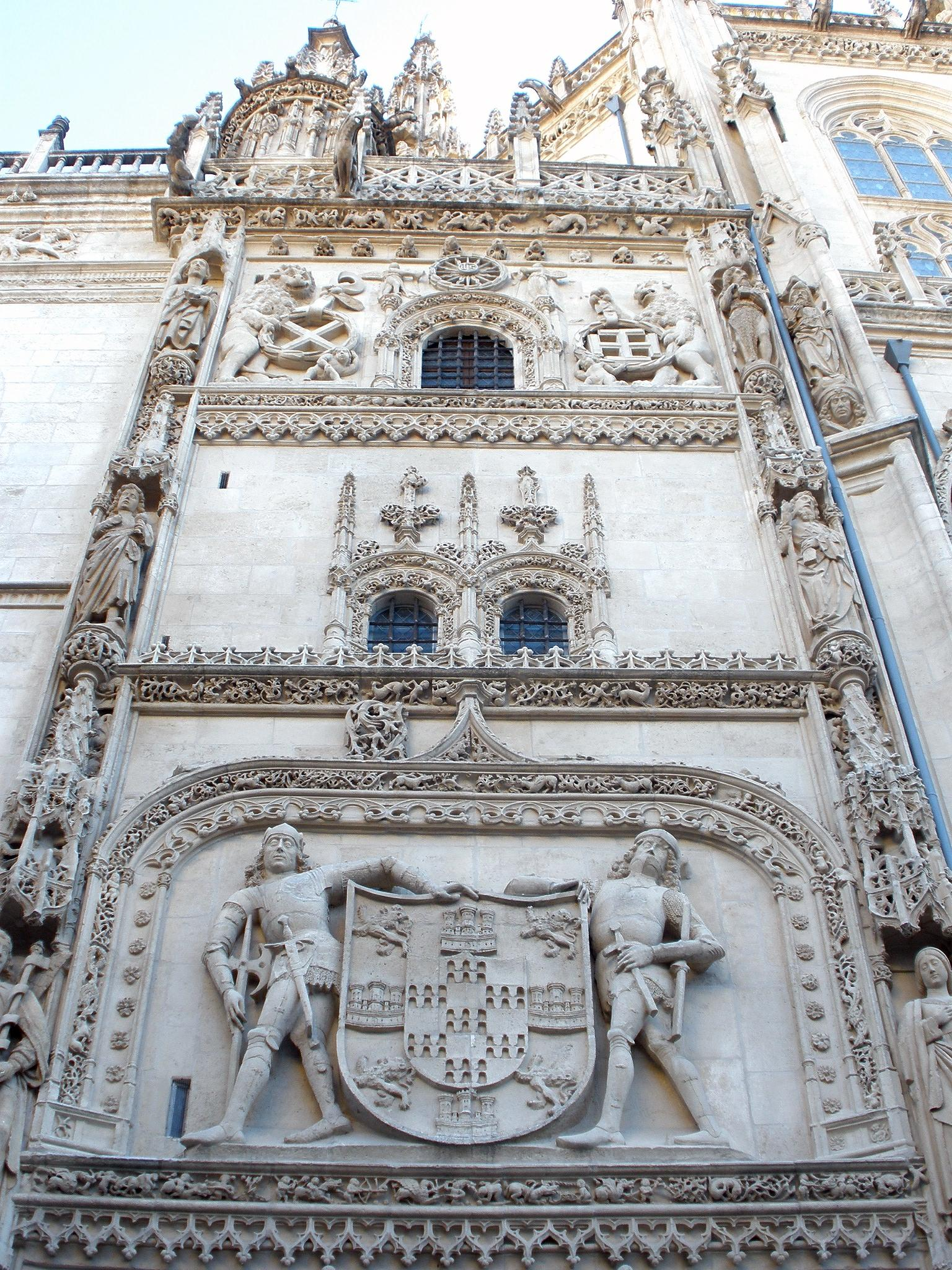
Bên ngoài chi tiết Condestable
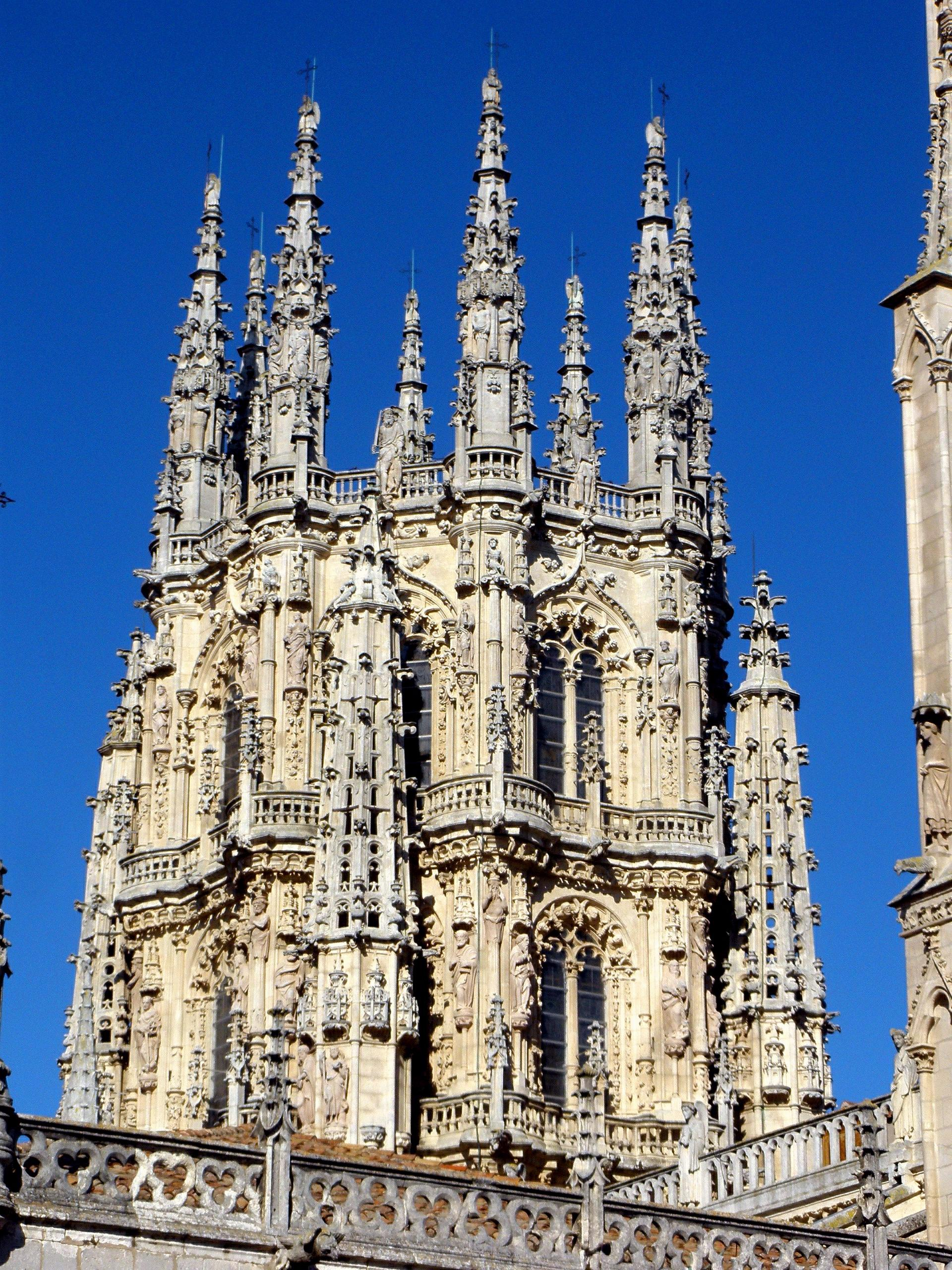
Tháp bát giác Cimborrio
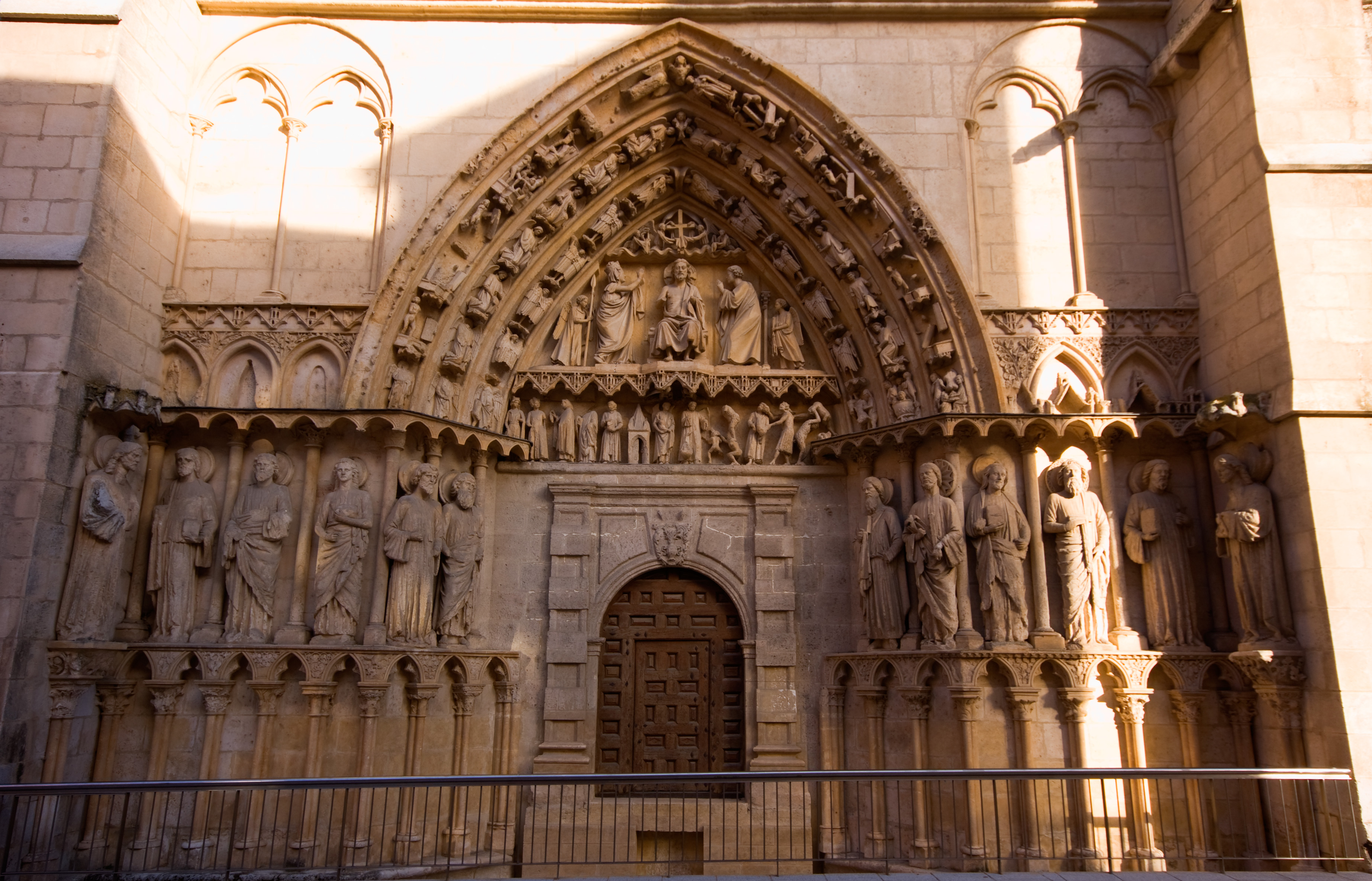
Mặt tiền phía bắc Coronería
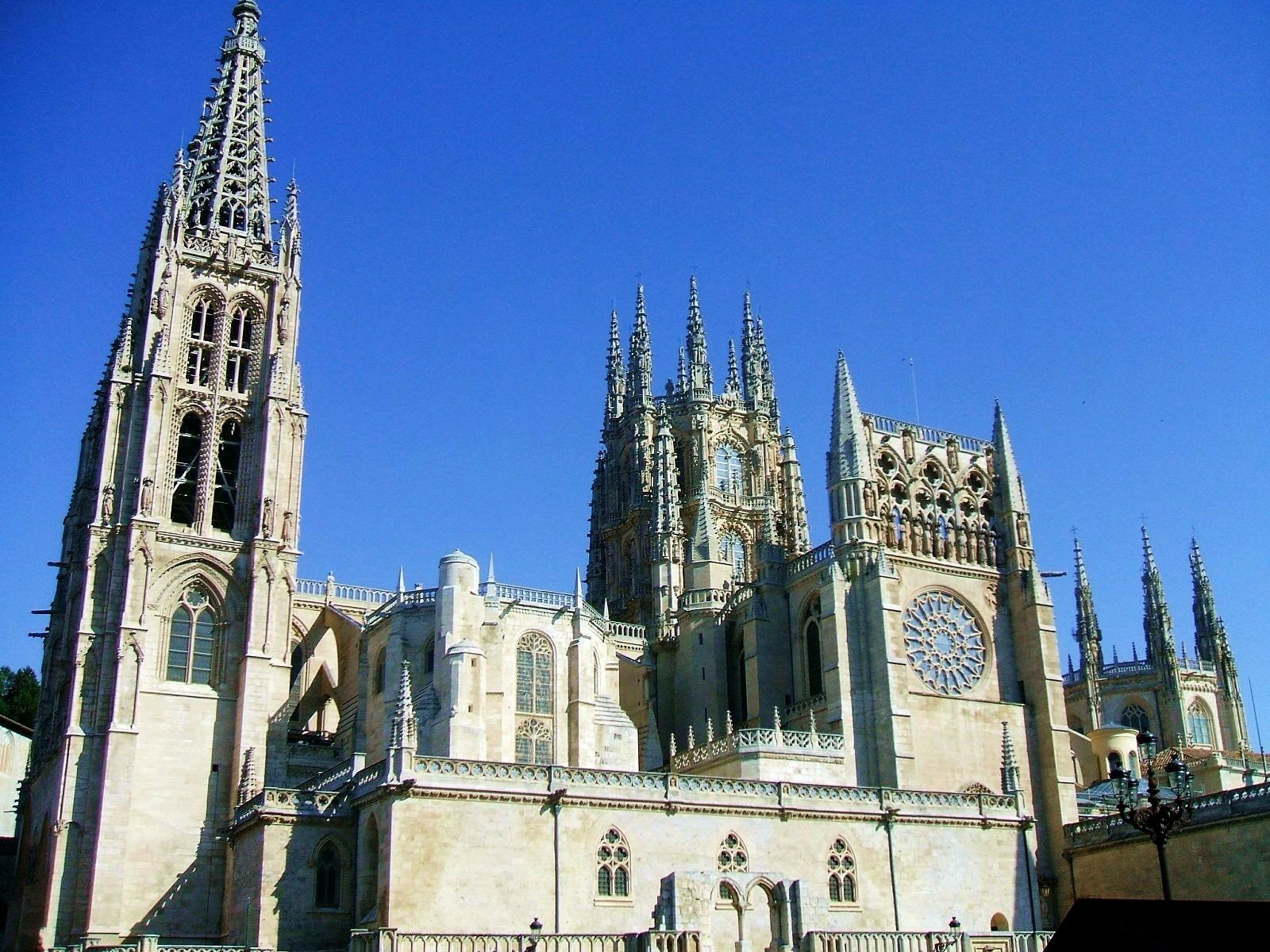
Phía nam từ cung điện Plaza de San Fernando
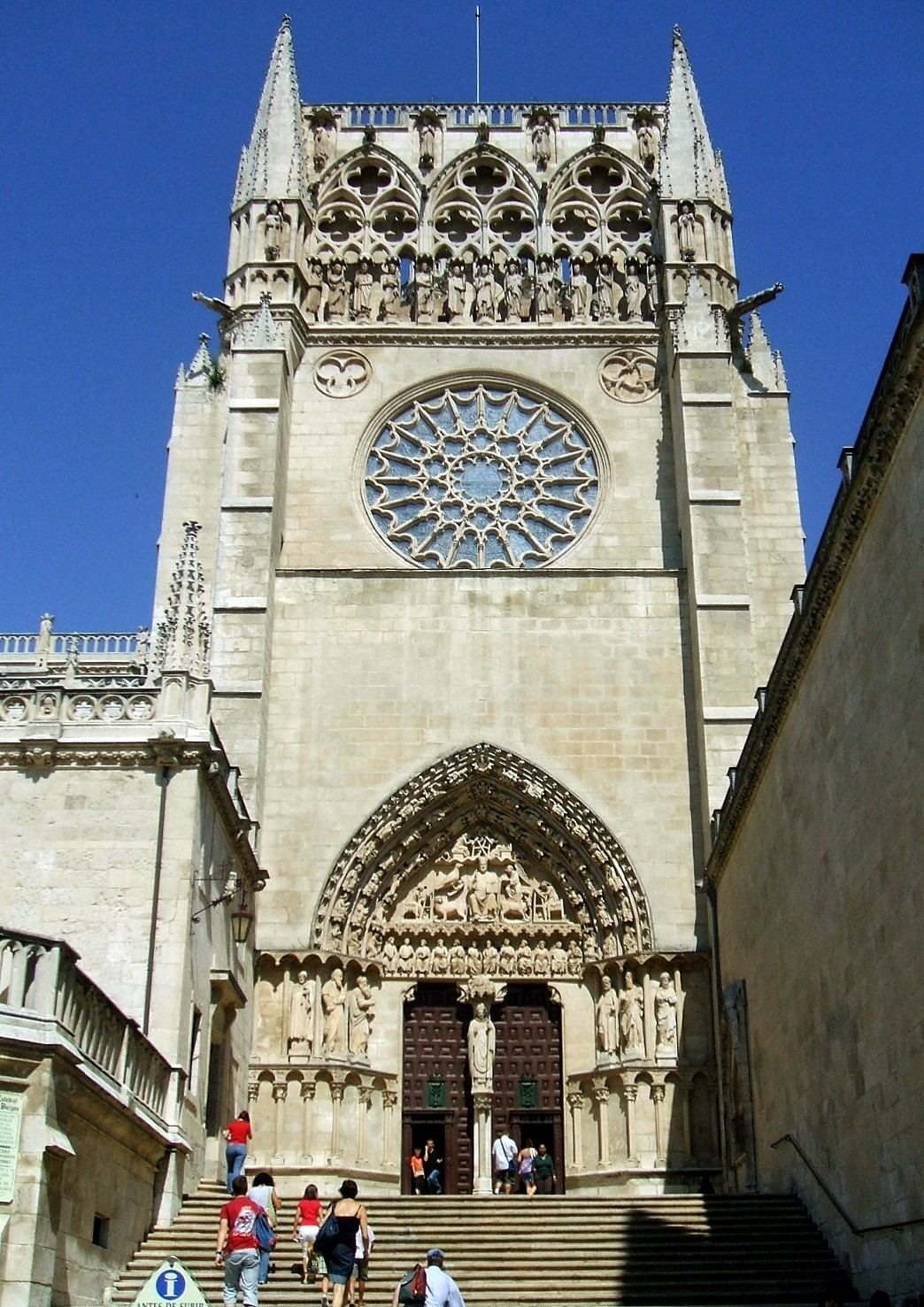
Mặt tiền phía nam Sarmental
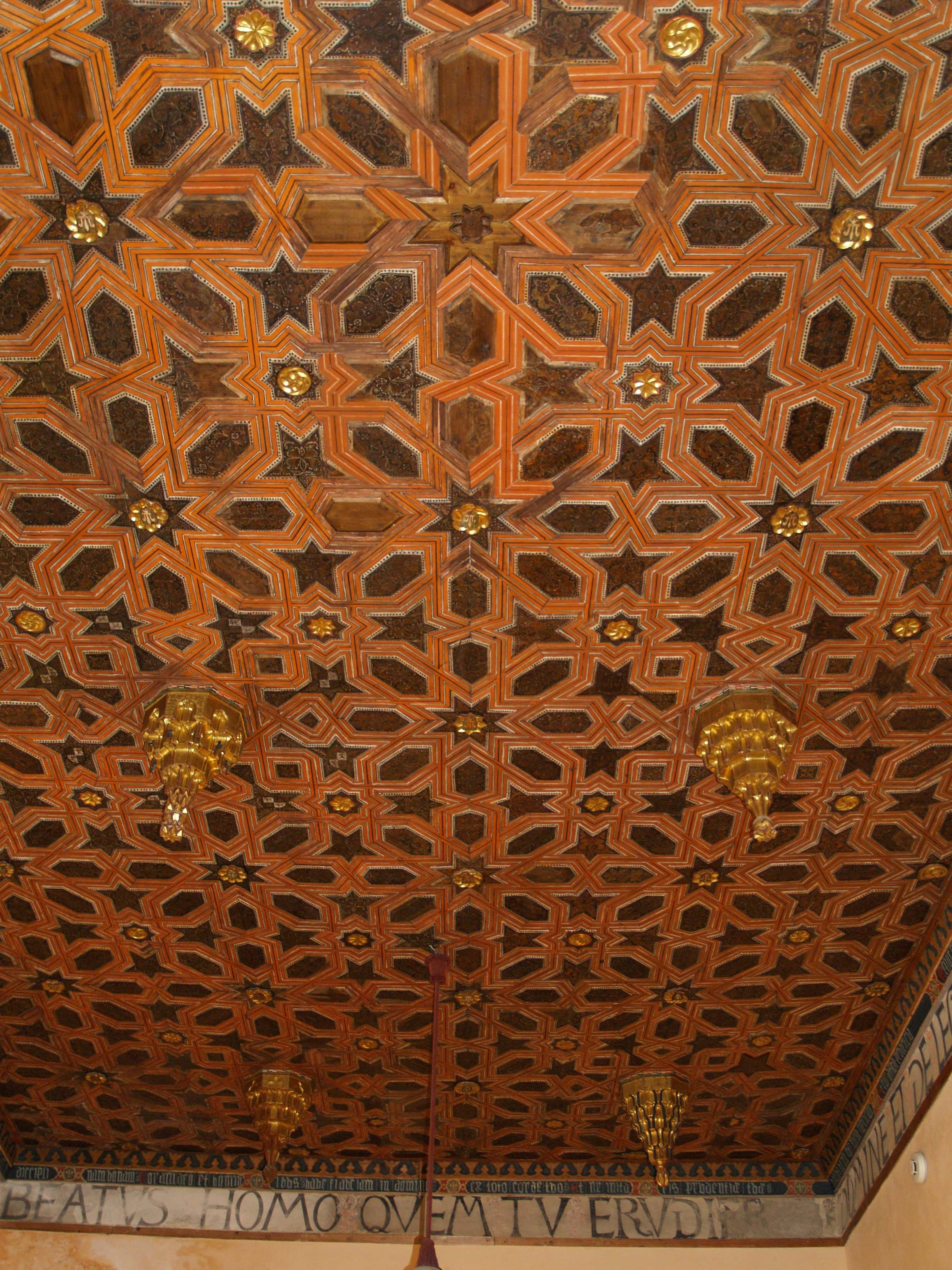
Trần nhà Mudéjar tại phòng Chapter
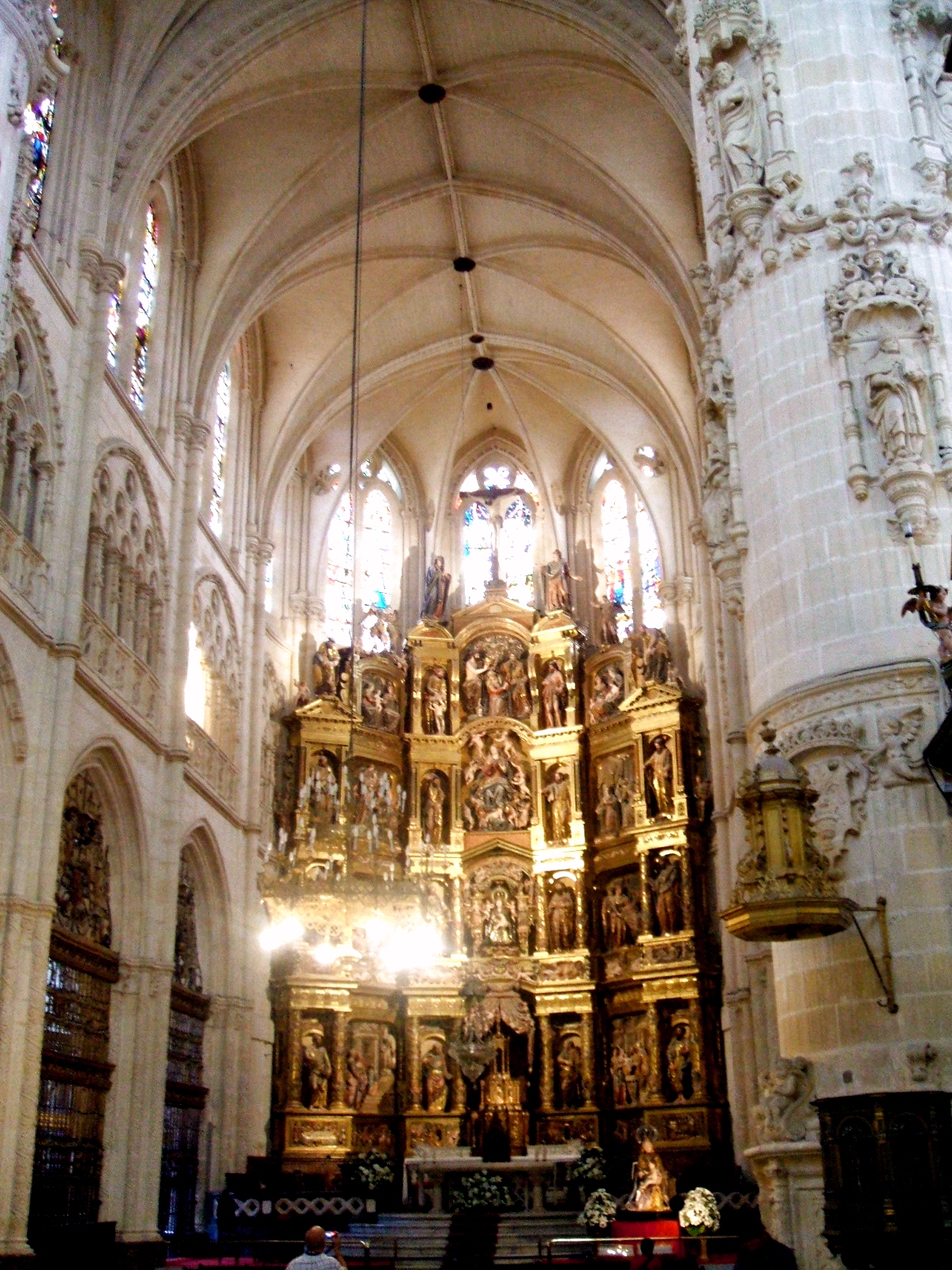
Bên trong nhà thờ chính
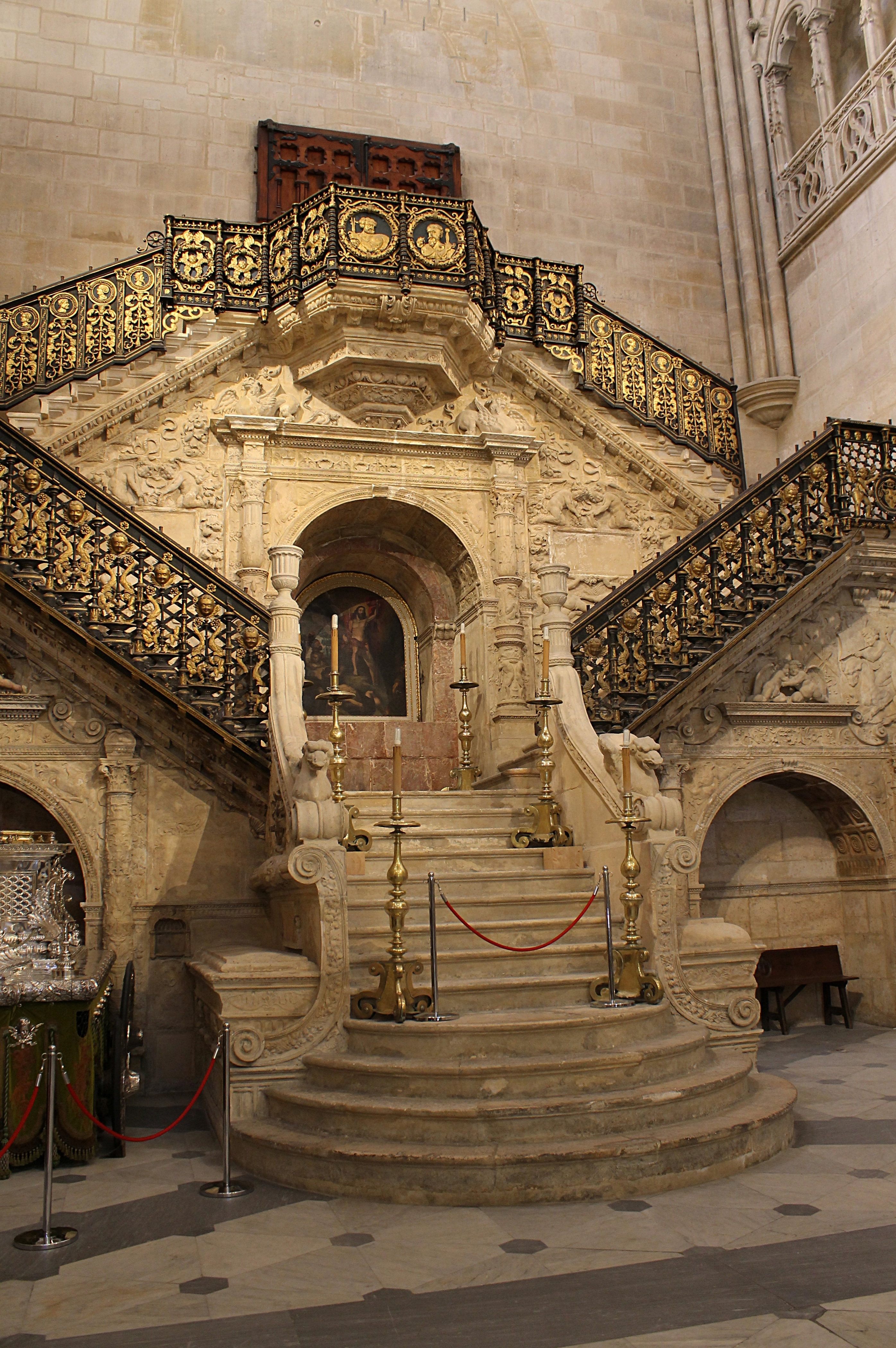
Cầu thang vàng
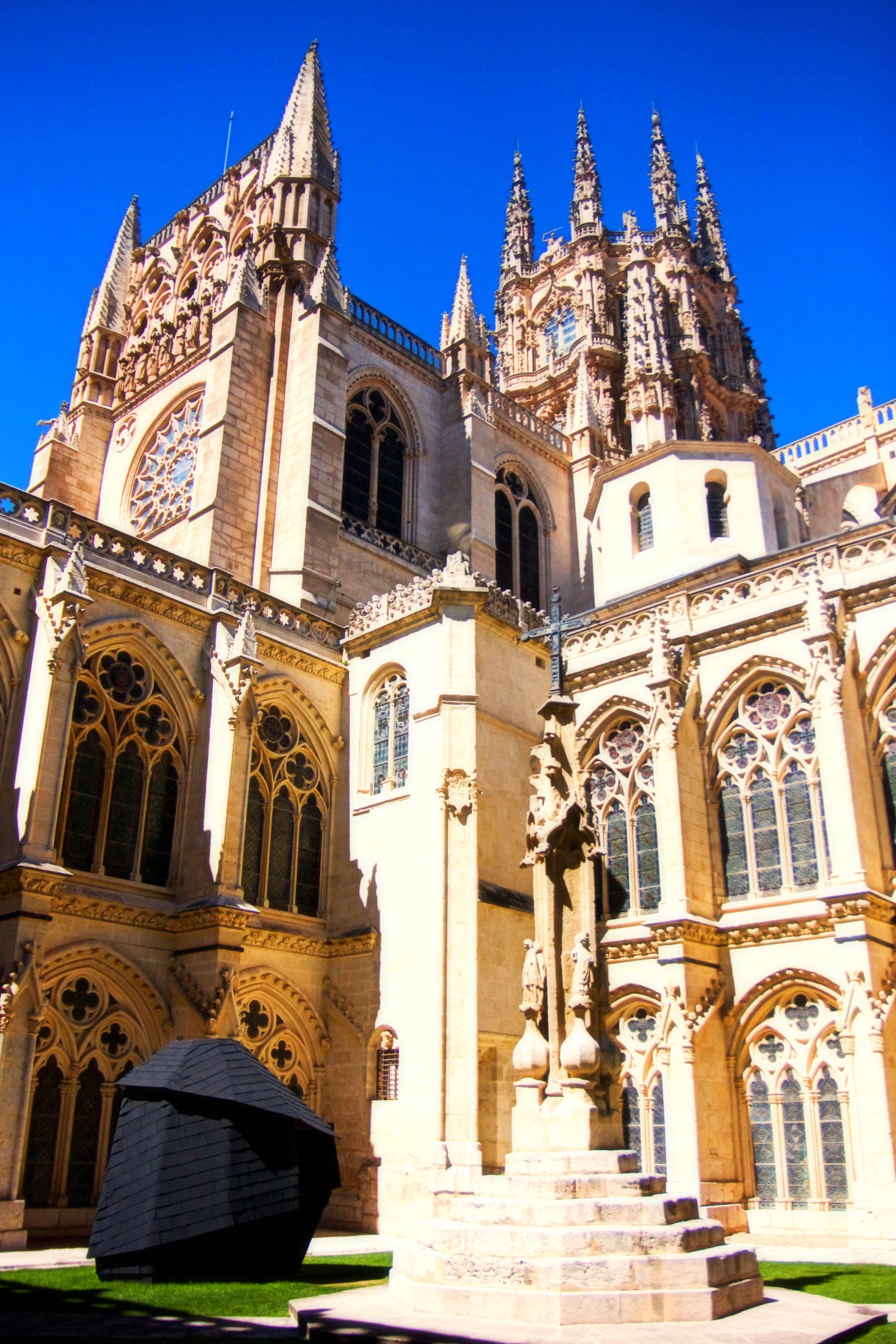
Tu viện nhà thờ Burgos
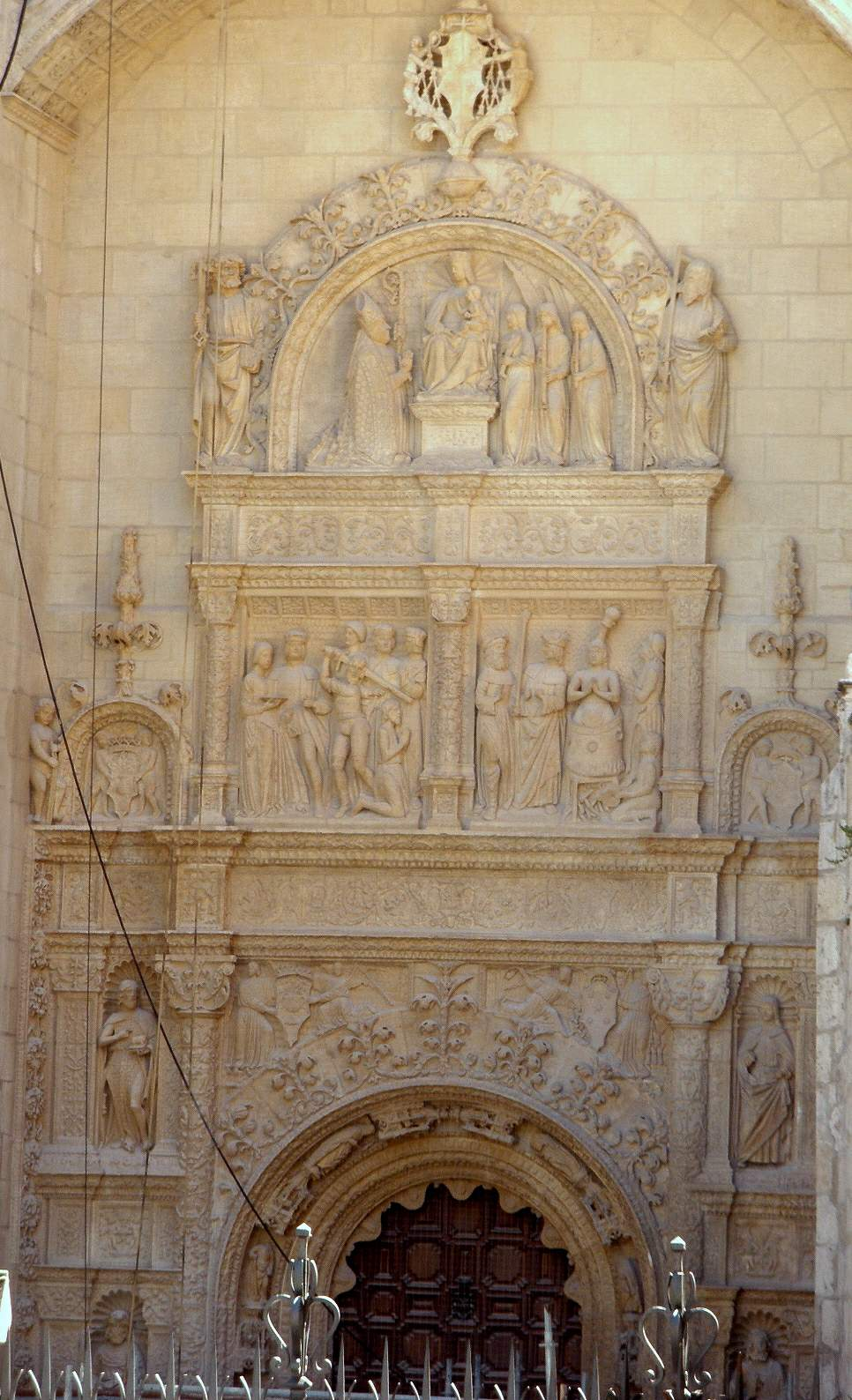
Mặt tiền phía đông Pellejería
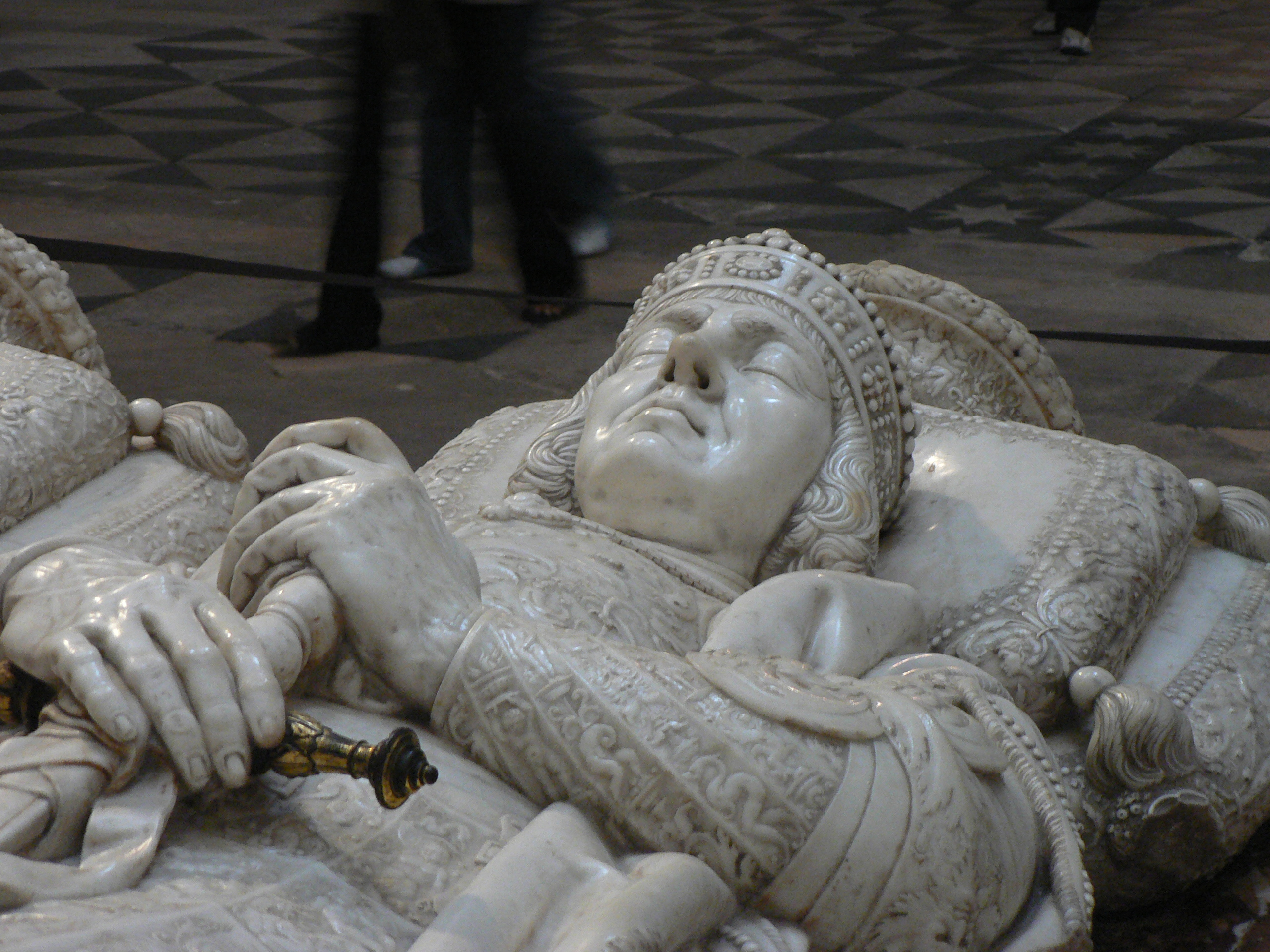
Chi tiết mộ Condestables
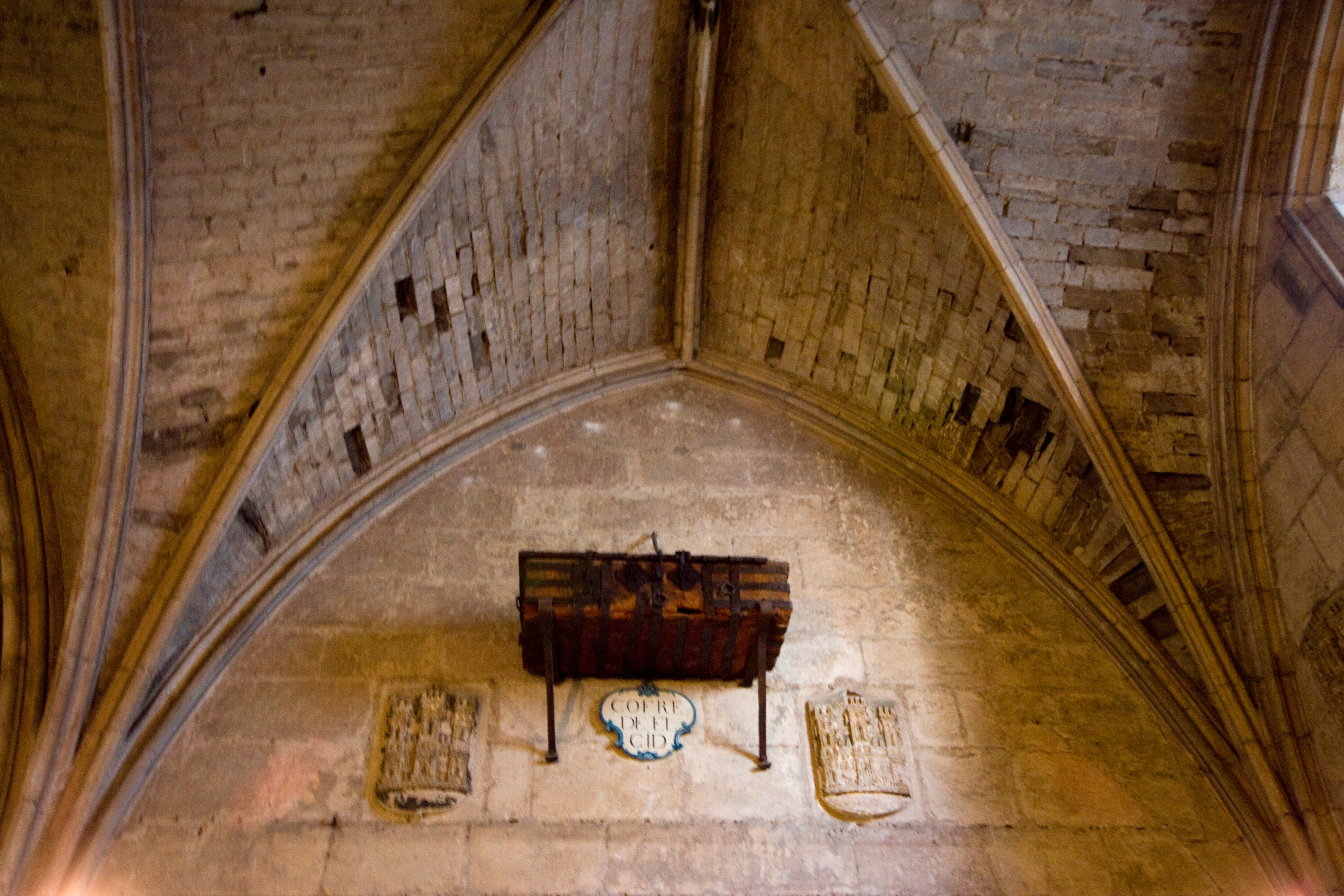
Ngực El Cid
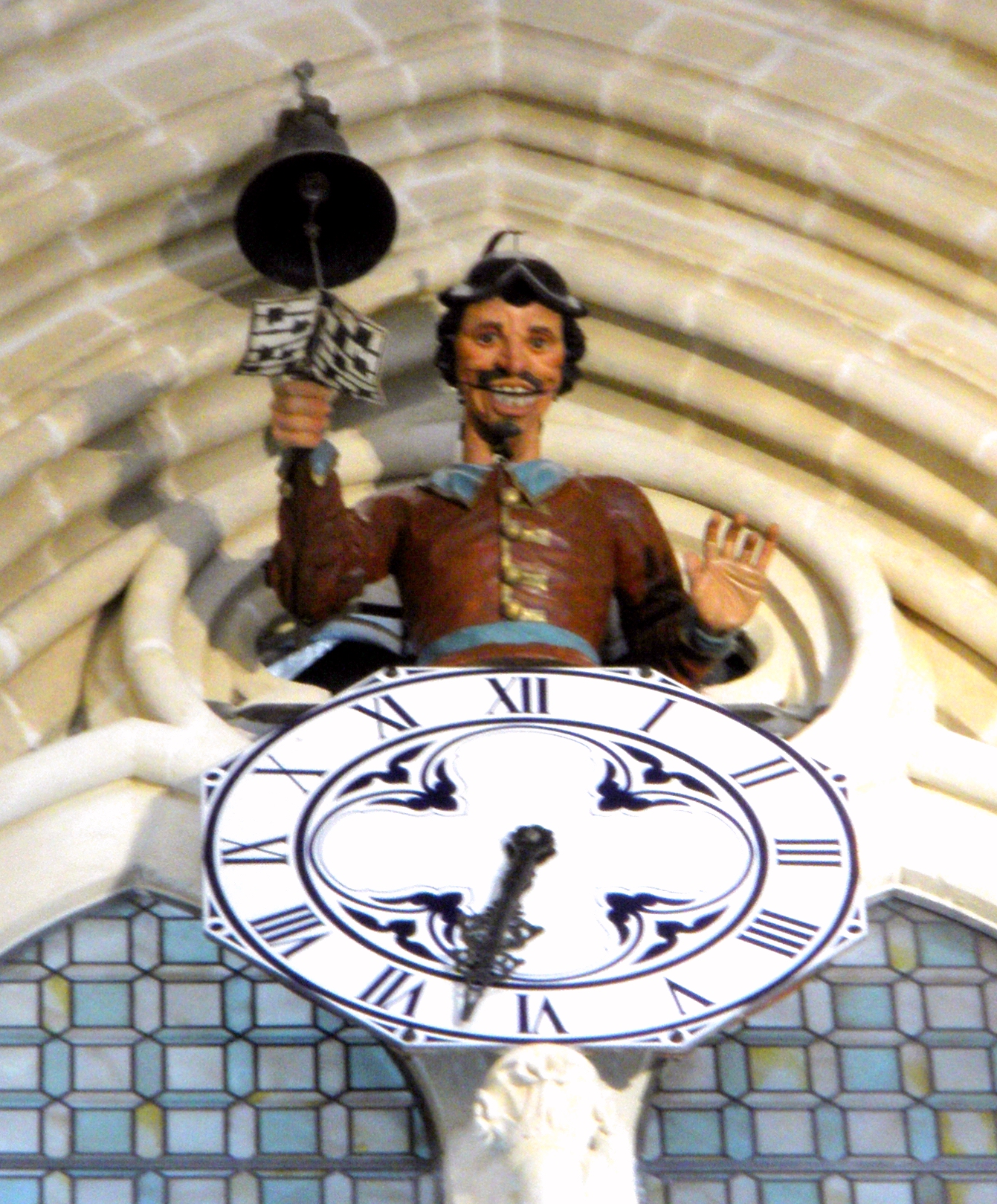
Đồng hồ Papamoscas
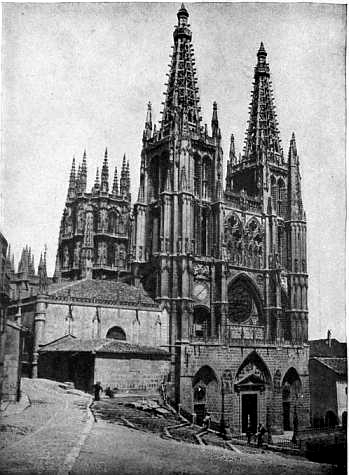
Nhà thờ Burgos năm 1911
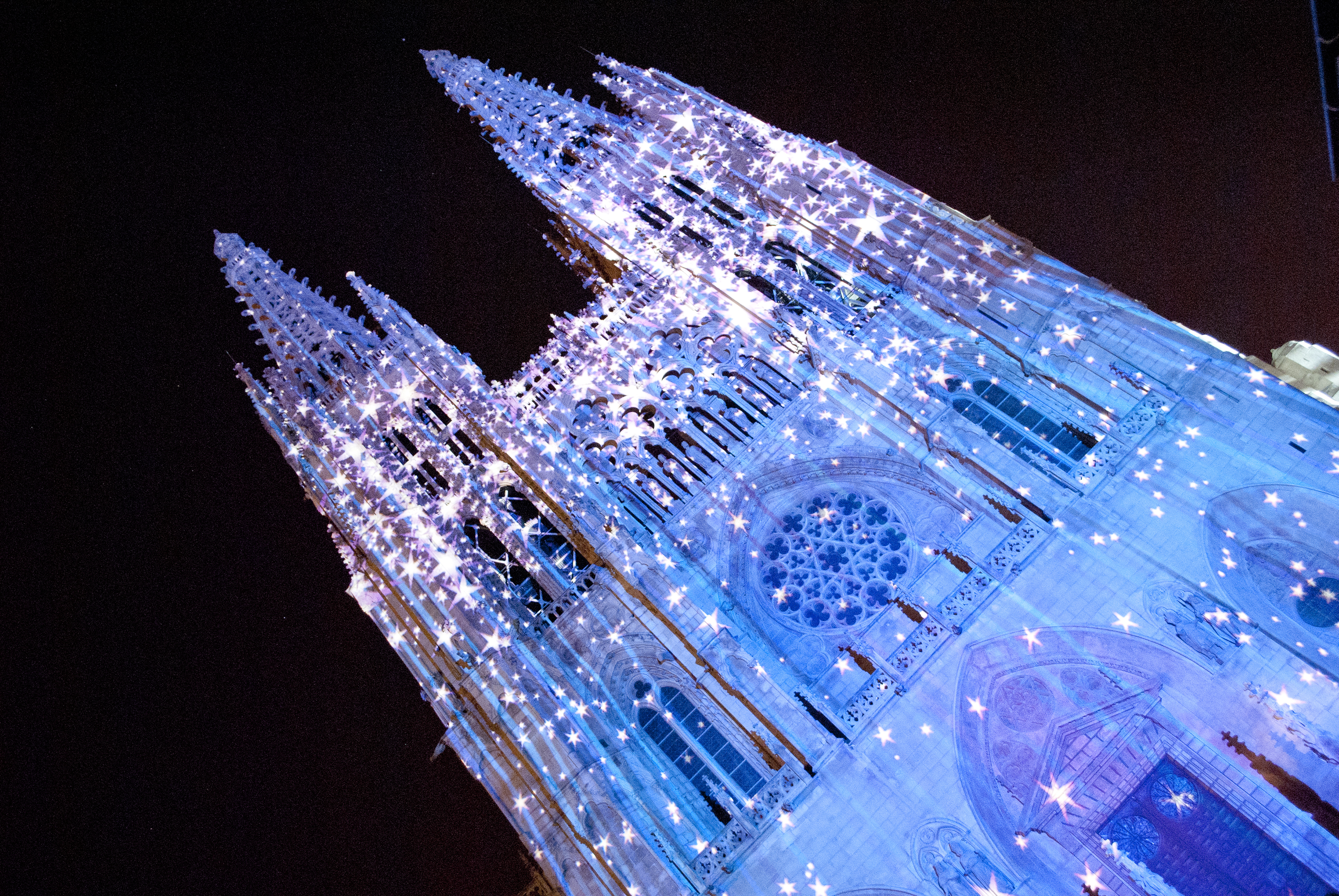
Nhà thờ Burgos trong lễ hội đêm trắng năm 2011